# Ceas deșteptător

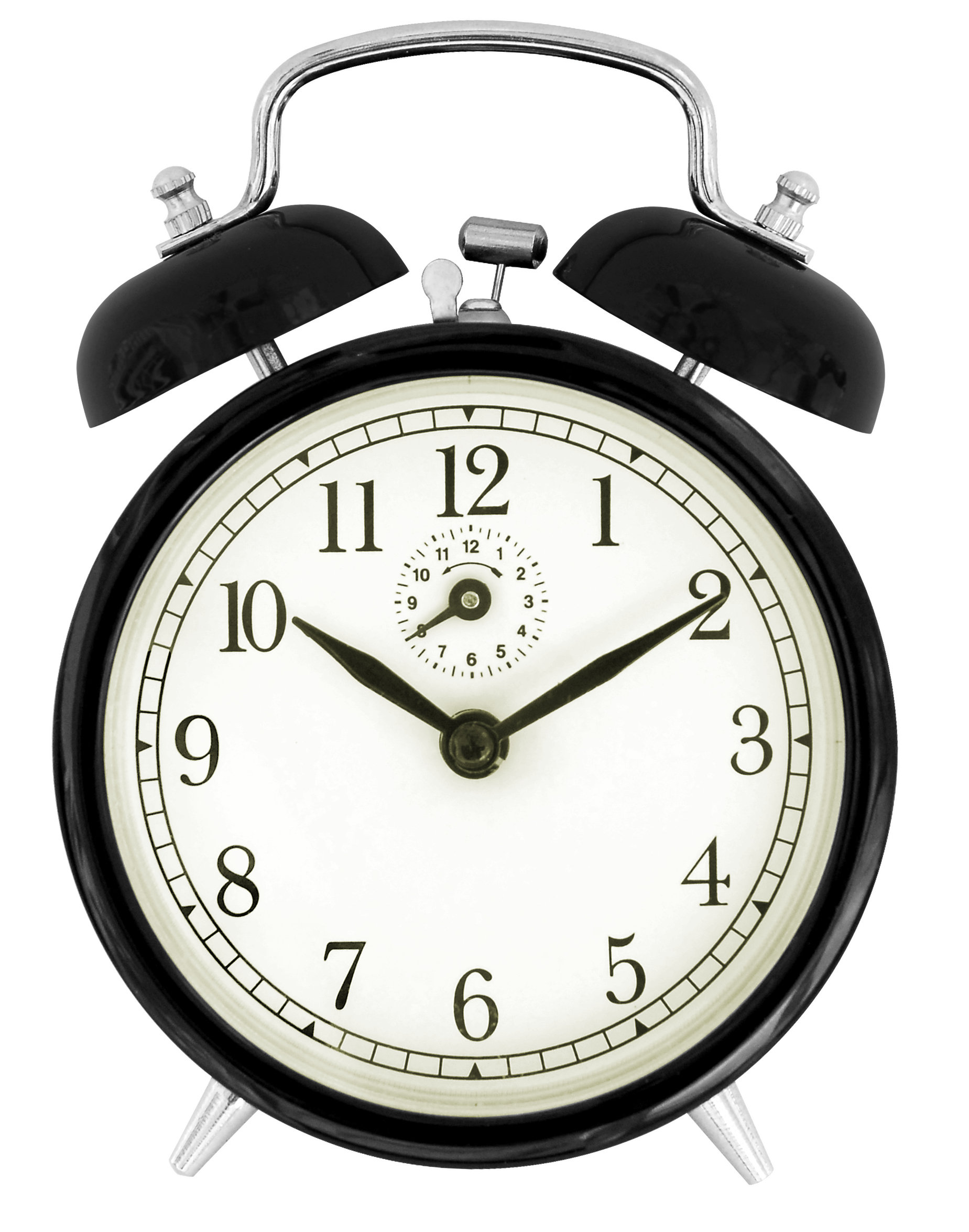
Ceas deșteptător

Ceasul deșteptător este un ceas care are rolul de a trezi o persoană la o oră prestabilită.